# Peter Reichel (Fußballspieler)

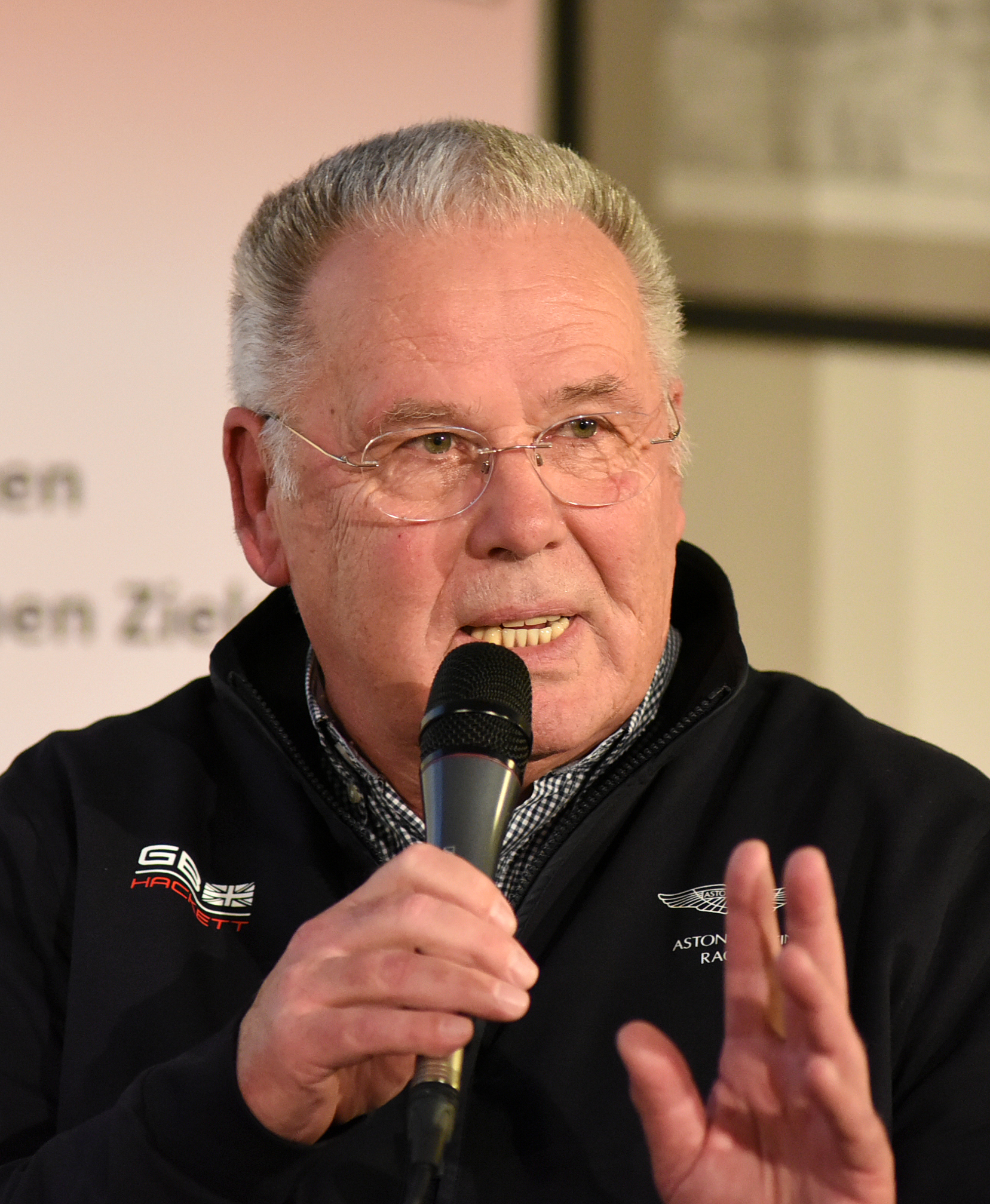
Peter Reichel (Eintracht Frankfurt)

Peter Reichel (* 30. November 1951 in Gießen) ist ein ehemaliger deutscher Fußballspieler, der als Abwehrspieler von Eintracht Frankfurt von 1970 bis 1978 in der Fußball-Bundesliga 225 Spiele absolviert und dabei neun Tore erzielt hat. Er gewann mit Frankfurt 1974 und 1975 den DFB-Pokal und wurde zwei Mal in der deutschen Fußballnationalmannschaft eingesetzt.

## Laufbahn
In der Jugend vom VfB Gießen begann der Schüler Peter Reichel 1961 mit dem Fußballspiel. Spätestens nach seinen Berufungen durch den DFB im Oktober und November 1969 in die deutsche Jugend-Fußballnationalmannschaft für die Länderspiele gegen die Niederlande und Dänemark machte er auf sein überdurchschnittliches Talent für das Defensivspiel aufmerksam. Er kam in den vier erfolgreichen Qualifikationsspielen für das UEFA-Juniorenturnier 1970 in Schottland gegen die Tschechoslowakei und Jugoslawien zum Einsatz und gehörte dem DFB-Kader für das Juniorenturnier an. In allen drei Gruppenspielen gegen Wales, Schweiz und die Niederlande bildete er zusammen mit Hartmut Huhse das deutsche Verteidigerpaar. Insgesamt bestritt das Talent aus Gießen für die DFB-Jugend zehn Länderspiele.
Der rechte Außenverteidiger Peter Reichel erhielt 1970 einen Profivertrag bei Eintracht Frankfurt. Er gab gleich am ersten Spieltag der neuen Saison, am 15. August 1970 beim Heimspiel gegen den Hamburger SV, in der Mannschaft von Trainer Erich Ribbeck und an der Seite von Torhüter Peter Kunter und den Abwehrkollegen Karl-Heinz Wirth, Friedel Lutz und Lothar Schämer, sein Debüt in der Fußball-Bundesliga und gehörte fortan zur Stammformation in der Frankfurter Hintermannschaft. In den Jahren 1974 und 1975 konnte er zweimal den DFB-Pokal gewinnen und spielte bis zu seiner Sportinvalidität 1979 bei der Eintracht. Die erfolgreichste Saison erlebte Reichel mit Trainer Dietrich Weise 1974/75, als er in der Bundesliga den dritten Rang belegen konnte und daneben noch die Pokalverteidigung glückte. Neben den Bundesligaeinsätzen brachte er es für die Eintracht auf 34 Spiele im DFB-Pokal und 17 internationale Spiele im Europapokal. Im Europapokal der Pokalsieger schied er 1975/76 nach einem 2:1-Heimerfolg im März 1976 durch eine 1:3-Auswärtsniederlage am 14. April im Halbfinale gegen West Ham United aus.
Bundestrainer Helmut Schön berief ihn zweimal in die Nationalmannschaft. Am 20. Dezember 1975 wurde er in der 74. Minute beim Freundschaftsspiel gegen die Türkei für Bernard Dietz eingewechselt. Das Spiel wurde in Istanbul mit 5:0 gewonnen. Seinen zweiten Einsatz hatte er am 24. April 1976 im Viertelfinalhinspiel zur Fußball-Europameisterschaft 1976 in Madrid gegen Spanien. Hier wurde er in der 83. Spielminute wiederum für Bernard Dietz eingewechselt. Das Spiel endete 1:1 und Deutschland konnte sich im Rückspiel für die Endrunde in Jugoslawien qualifizieren. In der B-Nationalmannschaft brachte es Reichel 1976 und 1977 auf sieben Länderspiele.
Nach dem Spiel am 12. August 1978, die Eintracht verlor mit 0:4 Toren beim FC Schalke 04, verabschiedete er sich aus der Bundesliga, ließ sich reamateurisieren und spielte noch bis 1982 für die Eintracht-Amateure in der Oberliga Hessen.

## Neben dem Fußballfeld
Der Abiturient von 1970 führte neben seiner Lizenzspielertätigkeit mit Erfolg ein Lehramtsstudium durch und unterrichtete Mathematik und Sport. Zunächst in Frankfurt-Sossenheim, dann in der Anne-Frank-Realschule am Dornbusch. Reichel ist wohnhaft in Bad Homburg.